# VV Haaglanden
VV Haaglanden – holenderski klub siatkarski z Voorburgu założony w 1951 roku. Czterokrotny mistrz Holandii, dwukrotny zdobywca Pucharu Holandii oraz zwycięzca Pucharu CEV (1982).
W sezonie 2017/2018 klub występuje w 2e divisie.

## Historia
VV Haaglanden powstał w wyniku wielu fuzji klubów sportowych. Dwa największe kluby, których połączenie doprowadziło do powstania VV Haaglanden, to: TONEGIDO i Corbulo.
Historia sekcji siatkarskiej klubu sportowego VSV TONEGIDO (Voorburgse Sport Vereniging Tot Ons Nut En Genoegen Is Deze Opgericht) rozpoczęła się wraz ze wstąpieniem do tego klubu żołnierzy, którzy przebywając w Indonezji poznali tę dyscyplinę sportową. Postanowili oni w 1951 r. w ramach klubu stworzyć sekcję piłki siatkowej. W latach 50. swoje mecze rozgrywali głównie w małych szkolnych halach w Voorburgu (m.in. w Elsbergschool przy Elsbergstraat czy Viletschool MULO przy Heerenstraat).
Siatkówka w regionie szybko zyskiwała na popularności. W 1956 r. w Voorburgu istniało już pięć innych klubów siatkarskich: DES, VPSV, Wilhelmus, JOV i Hofwijck. W 1959 r. sekcja siatkarska oddzieliła się od klubu piłkarskiego VSV TONEGIDO, tworząc niezależny klub. W 1962 r. do siatkarskiego klubu TONEGIDO dołączył JOV. Pod koniec lat 60. męski zespół zdobył Pucharu Hagi (w składzie byli m.in. Koos Pellen, Poeka Besuijen i André Hoving). W 1964 r. w wyniku rozpadu klubu DES Voorburg (trzykrotnego mistrza Holandii), część jego zawodników zasiliła TONEGIDO (inni dołączyli do Blokkeer Rijswijk).
Od 1968 r. TONEGIDO swoje mecze rozgrywało w hali De Vliegermolen (obecnie Forum Kwadraat). W 1970 r. doszło do fuzji z klubem HML/CwLv, a w 1972 r. z Scorpio (uczniowskim klubem Dalton College). Od tego momentu klub przyjął nazwę TONEGIDO Scorpio Combinatie (TONEGIDO SC). W 1975 r. klub zaczął rozgrywać mecze w hali Essesteyn.
Drugi z podmiotów tworzących obecny klub VV Haaglanden - Corbulo – powstał w 1971 r. w wyniku fuzji czterech klubów: HML (Haags Montesori Lyceum), CLV (Christelijk Lyceum Voorburg), VVC i Syrena.  Od swoich sponsorów klub przyjmował nazwy Gaggenau Corbulo oraz Roswel Corbulo. W 1975 r. zdobył pierwsze mistrzostwo Holandii. W 1978 r. prezesem klubu został Dingeman (Dé) Stoop - dyrektor przedsiębiorstwa Starlift zajmującego się produkcją wind. Wraz z nim przeszli niemal wszyscy zawodnicy, którzy dotychczas występowali w Blokkeer Rijswijk, sponsorowanym przez Starlift. W początkowym okresie w mediach klub wciąż funkcjonował pod nazwą Corbulo albo jako Voorburg, Dé Stoop jednak nalegał, aby posługiwać się wyłącznie nazwą Starlift Voorburg. W czasie pełnienia funkcji prezesa przez Dé Stoopa klub zdobył trzy tytuły mistrza Holandii (w sezonach 1978/1979, 1981/1982 i 1982/1983), a także dwukrotnie zdobywał Puchar Holandii (w sezonach 1981/1982 i 1982/1983). W sezonie 1981/1982 zwyciężył także w Pucharze CEV.
Po odstąpieniu od sponsorowania firmy Starlift, męska drużyna nie utrzymała się w Eredivisie. W lipcu 1989 r. klub Corbulo przyłączył się do drużyny TONEGIDO. W 1996 r. klub nawiązał ścisłą współpracę z piłkarską drużyną VSV TONEGIDO i krykietową VCC (Voorburg Cricket Club). Po nawiązaniu współpracy stworzono Business Club Tonegido Voorburg, który miał zapewniać dodatkowe środki finansowe. Podmiot ten został rozwiązany w 2002 r. Od sezonu 2002/2003 pierwsze drużyny męska i kobieca przyjęły nazwy od sponsora VISADE Voorburg, a od sezonu 2003/2004 taką nazwę przyjął cały klub. W czerwcu 2013 roku klub zmienił nazwę na VISADE Haaglanden. Współpraca sponsorska zakończyła się w 2014 roku. Od tego czasu klub nosi nazwę VV Haaglanden.

## Osiągnięcia
- Mistrzostwo Holandii:
  -  1. miejsce (4x): 1975, 1979, 1982, 1983
  -  2. miejsce (3x): 1980, 1984, 1985
  -  3. miejsce (3x): 1973, 1977, 1981
- Puchar Holandii:
  -  1. miejsce (2x): 1982, 1983
- Puchar CEV:
  -  1. miejsce (2x): 1982